# 3608 Kataev
3608 Kataev је астероид са средњом удаљеношћу од Сунца која износи 3,382 астрономских јединица (АЈ).
Апсолутна магнитуда астероида је 10,9.